# Komputerowa gra kartingowa

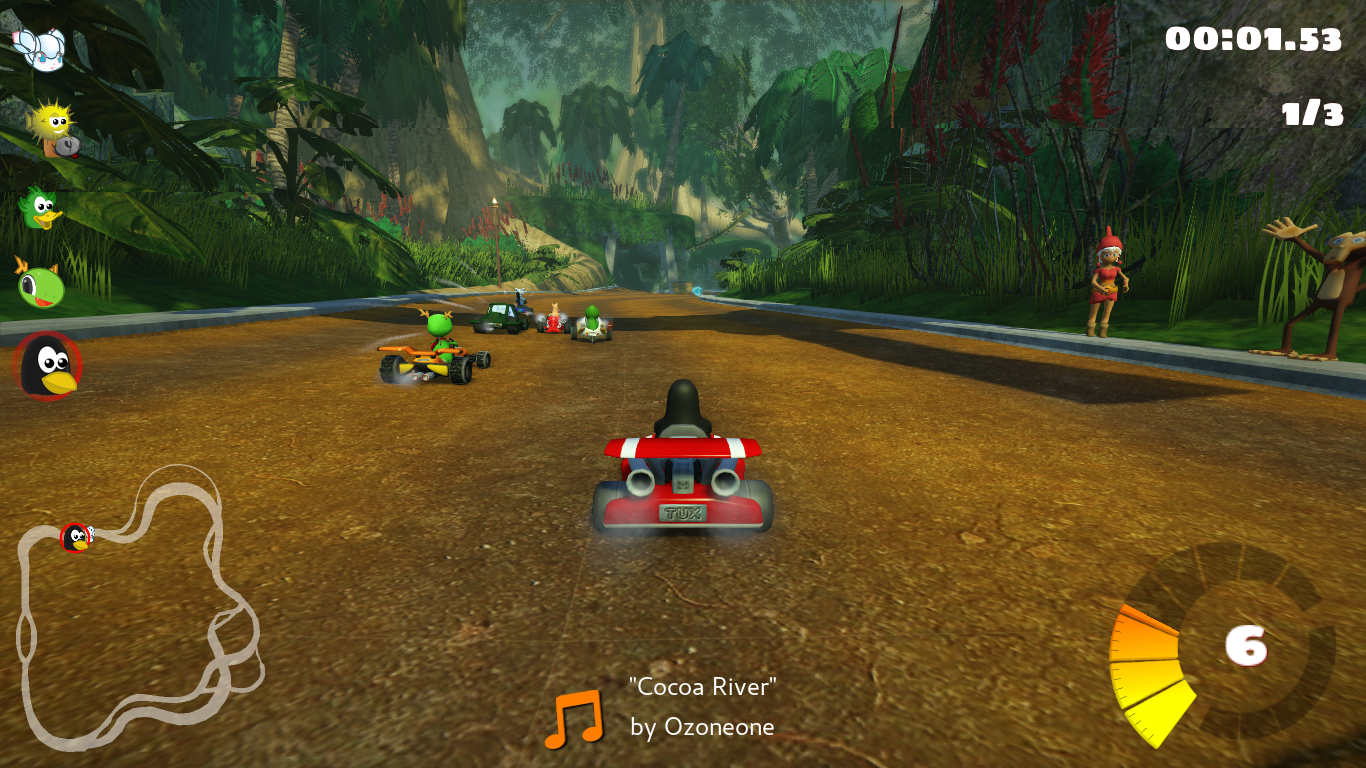
Zrzut ekranu przykładowej gry – SuperTuxKart

Komputerowa gra kartingowa, komputerowa gra wyścigowa typu karting lub komputerowa gra wyścigowa gokartów – podgatunek komputerowych gier wyścigowych. Gry z podgatunku mają zazwyczaj uproszczone mechaniki jazdy oraz grafikę. Gry polegają na braniu udziału w wyścigach gokartów. Tytuły zawierają nietypowe projekty torów wyścigowych, przeszkody oraz elementy do walki znane z gier z walką pojazdów. Gatunek ma swoje korzenie w latach 80. XX wieku, lecz został spopularyzowany dopiero w latach 90. za pośrednictwem gry Super Mario Kart, której seria Mario Kart jest uważana za najważniejszą franczyzę gier wyścigowych typu karting.

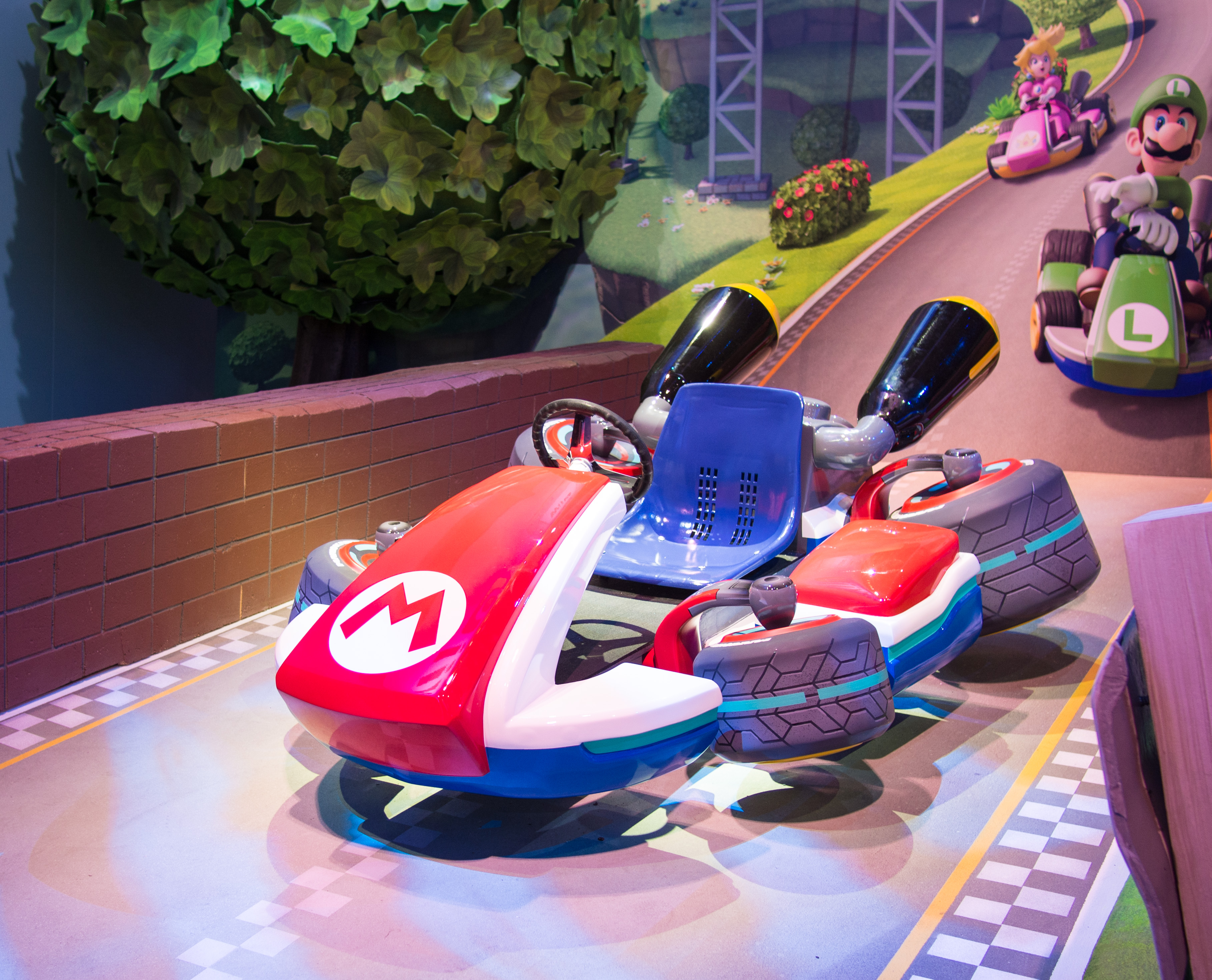
Model gokartu z serii Mario Kart – Electronic Entertainment Expo 2013

## Mechanika i cechy gier
W grach wyścigowych z gokartami występują takie elementy jak uproszczone mechaniki jazdy, przeszkody na torze jazdy, oryginalne projekty torów wyścigowych, szeroka gama muzyki w tle i różne elementy z gier akcji, gier z walką pojazdów oraz gier zręcznościowych. Gry znane są również z obsadzania w roli kierowców fikcyjnych postaci o nietypowym wyglądzie, zwłaszcza z animowanych franczyz czy kreskówek. Na przykład w serii Mario Kart kierowcami są postacie z franczyzy Super Mario. Gry wyścigowe z gokartami są bardziej zręcznościowe niż inne gry wyścigowe. Podczas rozgrywki postacie graczy mogą zazwyczaj strzelać do siebie pociskami, zbierać power-upy, aby uzyskać przewagę. Pojazdom, w przeciwieństwie do pojazdów ze zwyczajnych gier wyścigowych, brakuje często takich elementów jak na przykład dźwignia zmiany biegów czy sprzęgło. Typowo w takich grach pojazdami są gokarty, lecz spotkać można też na przykład skutery.
Gry wyścigowe z gokartami nie są symulatorami gokartów. Symulatory gokartów to niewielki podgatunek wyścigowych gier symulacyjnych które symulują prawdziwe wyścigi gokartowe bez fikcyjnych elementów rozgrywki.

## Historia
Jedną z pierwszych gier zawierającą w sobie wyścigi gokartów było Power Drift z 1988 roku, lecz dopiero Super Mario Kart z 1992 spopularyzowało gatunek wyścigów gokartowych, będąc pierwszą grą typu karting, która wprowadziła elementy walki pomiędzy pojazdami w wyścigach. Gra była wolniejsza niż inne gry wyścigowe tamtych czasów ze względu na ograniczenia sprzętowe, co było przyczyną, która skłoniła jej twórców do wykorzystania w niej motywu gokartów. Od tego czasu wydano wiele gier wyścigowych z gokartami. Gry z tego gatunku oferują na przykład Nicktoons, South Park, MySims, Little Big Planet czy seria Crash Bandicoot.
Seria Mario Kart przez wprowadzenie jako pierwsza wszystkich elementów z podgatunku jest pionierem gier wyścigowych typu karting, przewyższając inne popularne tytuły swoją rozpoznawalnością i recenzjami, takie jak na przykład Diddy Kong Racing. Chociaż gatunek ten był najpopularniejszy wśród twórców gier w latach 90., Mario Kart DS (2005), i Mario Kart Wii (2008), były najlepiej sprzedającymi się grami z serii w latach 2000. Pod koniec lat 2010 Mario Kart 8 i jego wersja Deluxe stały się najlepiej sprzedającą się grą wyścigową wszech czasów. Gra mobilna GKART (2010), która była silnie inspirowana Mario Kart, stała się jedną z gier mobilnych o najwyższych przychodach.